# بوسدورف
بوسدورف (به آلمانی: Boßdorf) یک منطقهٔ مسکونی در آلمان است که در ویتنبرگ واقع شده‌است. بوسدورف ۵۹۵ نفر جمعیت دارد.